# Uczeń czarnoksiężnika (Dukas)

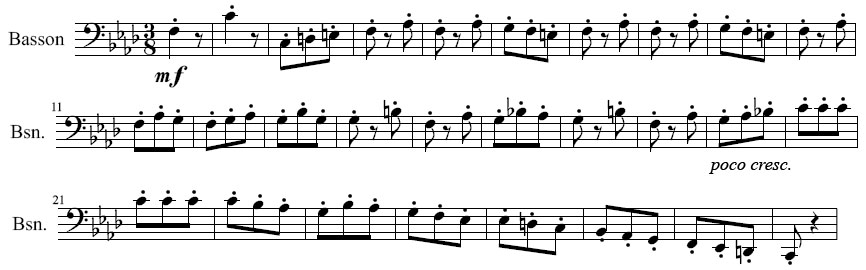
Temat miotły

Uczeń czarnoksiężnika (fr. L'Apprenti Sorcier) – utwór Paula Dukasa z 1897 roku napisany w formie sparafrazowanego scherza symfonicznego.
Dzieło, będące jednym z najwybitniejszych przykładów muzyki programowej, oparte jest na balladzie Goethego pod tym samym tytułem.
Program utworu:
Uczeń czarnoksiężnika pod nieobecność mistrza pragnie sprawdzić siłę swej mocy. Zaklina miotłę, aby ta nosiła wodę. Kiedy wody jest już wystarczająco, okazuje się, że uczeń zapomniał zaklęcia. W przerażeniu rozłupuje miotłę siekierą, lecz zamiast położyć kres przybywaniu wody, teraz już dwie miotły ją noszą. Dom przed zalaniem ratuje powrót czarnoksiężnika.
Dzieło, napisane lekko i z poczuciem humoru, jest bardzo czytelne w swej treści dzięki notatce, jaką kompozytor zamieścił nad partyturą:
Pierwszą frazę skrzypiec na tle altówek i wiolonczel można nazwać "motywem czarów". Motyw ten zawiera dwa elementy tematyczne, z których pierwszy pozostaje w dalszym przebiegu prawie niezmieniony, drugi zaś jest właściwym tworzywem całości (później intonuje go fagot jako "motyw miotły"). Drugi temat, bardzo ruchliwy i fantazyjny, charakteryzuje młodego ucznia. Wreszcie trzeci, energicznie skandowany i oparty na chromatycznych akordach, wyrażać ma "ideę panowania", zwłaszcza w postludium, które przywraca spokojny nastrój wstępu.
Wykorzystanie utworu w sekwencji filmu Disneya pt. Fantazja z 1940 roku znacząco zwiększyło popularność utworu.